# Jerry Mander
Jerold Irwin "Jerry" Mander (El Bronx, Nueva York, 1 de mayo de 1936-11 de abril de 2023) fue un escritor y activista estadounidense.

## Carrera literaria
Su obra más conocida es Cuatro buenas razones para eliminar la televisión, un ensayo que cuestiona la televisión como tecnología, sin tener en cuenta los contenidos audiovisuales emitidos. Posteriormente, escribió En ausencia de lo sagrado. El fracaso de la tecnología y la supervivencia de las naciones indias en el que extiende su análisis al resto de tecnologías modernas y afirma su  falta de objetividad. Su crítica de la tecnología le ha llevado a ser calificado como ludita o  neoludita. Su libro más reciente, The Capitalism Papers (2012), trata sobre las contradicciones sociales y ecológicas del sistema económico actual.
Mander fue editor del Manifiesto para transiciones económicas globales, una guía para afrontar la "triple crisis" (ecológica, económica y de recursos) avalado por figuras sociales como Vandana Shiva o Satish Kumar. Además, fue director ejecutivo del Foro Internacional sobre la globalización, desde que lo fundó en 1994 hasta 2009, fecha en la que pasó a ser un miembro distinguido. 